# Tour de la BRI
 (janvier 2022).
La mise en forme du texte ne suit pas les recommandations de Wikipédia : il faut le « wikifier ».
Les points d'amélioration suivants sont les cas les plus fréquents. Le détail des points à revoir est peut-être précisé sur la page de discussion.
- Les titres sont pré-formatés par le logiciel. Ils ne sont ni en capitales, ni en gras.
- Le texte ne doit pas être écrit en capitales (les noms de famille non plus), ni en gras, ni en italique, ni en « petit »…
- Le gras n'est utilisé que pour surligner le titre de l'article dans l'introduction, une seule fois.
- L'italique est rarement utilisé : mots en langue étrangère, titres d'œuvres, noms de bateaux, etc.
- Les citations ne sont pas en italique mais en corps de texte normal. Elles sont entourées par des guillemets français : « et ».
- Les listes à puces sont à éviter, des paragraphes rédigés étant largement préférés. Les tableaux sont à réserver à la présentation de données structurées (résultats, etc.).
- Les appels de note de bas de page (petits chiffres en exposant, introduits par l'outil «  Source ») sont à placer entre la fin de phrase et le point final[comme ça].
- Les liens internes (vers d'autres articles de Wikipédia) sont à choisir avec parcimonie. Créez des liens vers des articles approfondissant le sujet. Les termes génériques sans rapport avec le sujet sont à éviter, ainsi que les répétitions de liens vers un même terme.
- Les liens externes sont à placer uniquement dans une section « Liens externes », à la fin de l'article. Ces liens sont à choisir avec parcimonie suivant les règles définies. Si un lien sert de source à l'article, son insertion dans le texte est à faire par les notes de bas de page.
- La présentation des références doit suivre les conventions bibliographiques. Il est recommandé d'utiliser les modèles {{Ouvrage}}, {{Chapitre}}, {{Article}}, {{Lien web}} et/ou {{Bibliographie}}. Le mode d'édition visuel peut mettre en forme automatiquement les références.
- Insérer une infobox (cadre d'informations à droite) n'est pas obligatoire pour parachever la mise en page.

Pour une aide détaillée, merci de consulter Aide:Wikification.
Si vous pensez que ces points ont été résolus, vous pouvez retirer ce bandeau et améliorer la mise en forme d'un autre article.
La BIZ-Turm ou Tour de la Banque des règlements internationaux en français est le siège de la Banque des règlements internationaux, haut de 69,5 mètres à Bâle. Elle a été conçue par l'architecte Martin Burckhardt et sa construction a duré de 1972 à 1977. Elle est aujourd'hui un des symboles de la ville de Bâle dont elle a été jusqu'en 2003, le troisième plus grand bâtiment de la ville.
En raison de différents traités et accords internationaux, le bâtiment a un statut particulier au regard du droit international. Il est aujourd'hui le siège administratif de la Banque des règlements internationaux qui l'utilise également régulièrement pour des événements et conférences internationales.

## Fonction et statut administratif
La Tour de la BRI  sert en premier lieu de siège administratif et de site principal. La BRI possède également un autre site à Bâle à Aeschenplatz conçu par Mario Botta. Au sous-sol on peut y trouver les archives de la Banque des règlements internationaux qui figurent sur la liste des biens figurant dans l'Inventaire suisse des biens culturels d'importance nationale et régionale pour le  Canton de Bâle-Ville. Tous les deux mois, la Tour de la BRI sert de lieu de rencontre entre le FMI et les Banques centrales. Ces échanges sont un des piliers de la discussion sur la stabilité financière mondiale. Plus de 5000 personnes  participent chaque années aux événements de la BRI. De ces échanges, ont pu naître des textes législatifs comme les accords Bâle 3.
À l'instar d'autres organisations internationales comme le Fonds monétaire international ou l'Organisation des Nations unies, la BRI jouit d'un statut particulier. La source de ce statut se trouve dans l'Accord entre le Conseil fédéral suisse et la Banque des Règlements Internationaux en vue de déterminer le statut juridique de la Banque en Suisse du 10 février 1987. Cet accord découle lui-même d'un accord du 20 janvier 1930 conclu à la conférence de La Haye. En conséquence les fonctionnaires jouissent de l'immunité diplomatique et le bâtiment lui-même jouit d'un statut spécial semblable à celui d'une ambassade. Les autorités suisses ne peuvent y pénétrer que sur autorisation du Président général de la banque ou du directeur Général de la banque.

## Histoire

### Origines
Bâle fut choisie comme siège de la Banque des règlements internationaux en 1930. Initialement la banque a loué le Savoy hostel Univers et le Grand hôtel d'abord pour deux ans. Cet arrangement censé être provisoire finit par se solder par l'achat des hôtels qui finirent par rester le siège jusqu'au début des années 1970. Le manque de place conduisit la Banque à confier à l'architecte Martin Buckhardt  le soin de concevoir un bâtiment sur le terrain de 3300 mètres appartenant alors à la banque. Mais le terrain était trop petit et la Banque fit alors l'acquisition d'un terrain de 7500M2 près de la gare centrale. En 1969 Martin Burckhardt soumit trois projets et le conseil d'administration vota la version d'une tour cylindriques de 82 mètres avec 24 étages. En raison de l'opposition du comité de protection du patrimoine de la ville de Bâle qui craignait l'impact sur le paysage historique de la ville, à la hauteur dut être réduite à 69,5 mètres et 20 étages.

### Construction
Lors d'un référendum en 1971, 69% des votants approuvèrent le design et les travaux purent être lancés. Une fosse d'excavation de 15 mètres dut être creusée et la pose de la première pierre eut lieu le 14 mai 1973. Le premier conseil d'administration eut lieu le 19 avril 1977 et l'inauguration officielle eut lieu le 9 mai.

### Depuis l'inauguration
En raison de l'élargissement de ses compétences et de l'augmentation conséquente du personnel, la BRI lança en 1997 un concours d'architecture international pour le réaménagement du bâtiment. Ce concours fut remporté par l'architecte Toyō Itō qui prévoyait deux tours jumelles. Ce projet ne vit néanmoins jamais le jour. À la place la BRI acquit en 1998 le bâtiment conçu par Mario Botta situé à Aaschenplatz initialement occupé par l'UBS. Ce bâtiment moderne composé de 6 étages supérieurs et de 6 étages en sous-sol, ainsi que la villa néobaroque voisine furent largement transformés par la BRI après l'achat.  
Le nombre de réunion ne fit qu'augmenter en passant à 300 par an avec 9000 participants et d'autres possibilités de développement sont à l'étude.

## Description

### Situation géographique
La Tour se situe au nord-est de la Centralbahnplatzes, un carrefour important de Bâle, on y trouve en effet au sud la Gare de Bâle CFF. Le terrain du bâtiment est délimité par la Heumattenstrasse à l'ouest, la Centralbahnstrasse au sud et la Gartenstrasse à l'ouest. Le terrain entier est une propriété de la BRI. Au nord on y trouve la Nauenstrasse un axe fort entre l'ouest et l'est de Bâle. On y trouve également 5 lignes du Tramway de Bâle ce qui en fait un pôle important de correspondance.
À proximité immédiate de la tour BIZ se trouvent le poste 2, l'hôtel Schweizerhof, le bâtiment administratif de la Basler Versicherung et le Strassburger Denkmal.

## Réactions
La Tour de la BRI emblème de l'architecture des années 1970 a laissé sa trace dans l'horizon bâlois. La Tour de la BRI est un des rares gratte-ciels de plus de 100 m à Bâle avec la Messeturm (Bâle) et la Roche Tower (bâtiment 1) et est visible à plusieurs kilomètres à la ronde. La presse locale eut un accueil favorable et la Tour de la BRI devint un nouvel emblème de la ville. Le Basler Zeitung a pu en parler comme "une création incontestablement impressionnante et "une forme pure grâce à ses lignes concaves". Le bâtiment a également attiré une attention internationale.
Le Tageswoche a pu juger que le bâtiment créait une atmosphère calme et réservée et que l'idée de base de « l'architecture végétale » a été mise en œuvre harmonieusement dans le choix du matériau, de la texture et de la couleur.
Dans une rétrospective de 2003, le magazine Architektur & Technik a jugé que l'emplacement près de la gare CFF était bien choisi car il a pu donner un élan important. En effet, un certain nombre de bâtiments d'importance urbaine, tels que la maison Peter Merian ont été construits près de la gare et ont pu donner un élan important au quartier.
La construction de la tour BIS a directement affecté l'hôtel Hilton d'en face, ouvert en 1975, fermé en 2015 et démoli en 2016. La palette de couleurs de l'hôtel a été adoptée en consultation directe avec le bureau d'architecture Burckhardt und Partner.
D'autres nouveaux bâtiments dans les années 1970, comme le nouveau bâtiment du siège de la Société de Banque Suisse (aujourd'hui le bâtiment UBS) sur Aeschenplatz, ont choisi les mêmes matériaux de construction que le BIS pour la conception de la façade.
Dans un contexte de critique envers le monde de la finance globale où la BRI joue un rôle clé, la tour BRI est souvent présentée et décrite comme la « Tour de Bâle". On a pu faire des associations avec la tour de Babel symbole cette fois ci de l'orgueil et de la lutte de pouvoir dans le monde financier. Néanmoins ceci est plus dû au rôle de la BRI elle-même qu'au bâtiment lui-même.